# La Curullada
La Curullada es una localidad española del término municipal leridano de Grañanella, en la comunidad autónoma de Cataluña. Es sede del ayuntamiento del municipio.

## Historia
A mediados del siglo XIX, la localidad, por entonces con ayuntamiento propio, contaba con 46 habitantes. Aparece descrita en el séptimo volumen del Diccionario geográfico-estadístico-histórico de España y sus posesiones de Ultramar de Pascual Madoz de la siguiente manera:

CURULLADA: l. con ayuntamiento en la prov. de Lérida (7 1/2 leg.), part. jud. de Cervera (1/2), aud. terr. y c. g. de Cataluña (Barcelona 15), dióc. de Solsona (9): sit. en la cima de una pequeña cuesta, combatida por los vientos de S. y O. y de clima templado y saludable. Tiene 13 casas é igl. parr. de entrada bajo la advocacion de San Pedro, servida por un cura párroco y un vicario de provision del ordinario en concurso general; tiene por anejas las de Sta. Maria de Fonolleras y San Pablo de Tordera; el cementerio se halla contiguo al pueblo. Confina el térm. N. Tordera; E. Cervera; S. Grañenella, y O. Canús: á 1/2 hora de dist. por el lado S. se halla la cuadra de Saportella: el terreno en general es de mediana calidad; atravesándole la carretera que dirige á Cervera y Tárrega en muy buen estado, y hallándose á cosa de 1/2 leg. la venta llamada de la Arengada; la correspondencia se recibe diariamente de Cervera por un encargado que tienen al efecto. prod.: trigo, vino y aceite; la mayor cosecha es la del primero y último; se mantiene el ganado vacuno y mular preciso para atender á la labranza, y hay caza de abundantes perdices. ind.: un molino harinero y otro de aceite. pobl.: 8 vec., 46 alm. cap. imp.: 36,531 rs. contr.: el 14'28 por 100 de esta riqueza. presupuesto municipal 162 rs. que se cubren por reparto vecinal, de cuya cantidad se paga 80 rs. al secretario del ayunt.
(Madoz, 1847, p. 290)

El antiguo municipio de Curullada fue absorbido hacia 1857 por el de Grañanella. Sin embargo hacia 1999 se trasladó la capital municipal de la localidad homónima de Grañanella a La Curullada. La localidad en 2021 tenía 49 habitantes.